# Fußball-Bezirksliga Karl-Marx-Stadt 1955
Die Fußball-Bezirksliga Karl-Marx-Stadt 1955 war eine Übergangsrunde, die bei ihrer vierten Austragung zusammen mit den Mannschaften der Bezirksklasse vom Bezirksfachausschuss (BFA) Fußball Karl-Marx-Stadt durchgeführt wurde. Durch die Installierung der II. DDR-Liga, blieb die Bezirksliga Karl-Marx-Stadt immer noch höchste Spielklasse im Bezirk Karl-Marx-Stadt, aber nur noch vierthöchste im Ligasystem auf dem Gebiet des DS.
Da die Meisterschaft ab 1956 nach sowjetischem Vorbild an das Kalenderjahr angeglichen wurde, diente die Übergangsrunde zur Überbrückung der Zeit zwischen dem Saisonende 1954/55 im Sommer 1955 und dem Beginn der Saison 1956 im Frühjahr.
Die Vertreter der Bezirksliga und Bezirksklasse wurden auf sieben Staffeln zu je elf bzw. zwölf Mannschaften nach territorialen Gesichtspunkten aufgeteilt. In diesen, wurde nach dem Modus „Jeder gegen Jeden“ in einer einfachen Runde die Sieger ermittelt, die aber kein Aufstiegsrecht in die übergeordnete II. DDR-Liga besaßen. 
Durch die Aufstockung der Bezirksliga auf 14 Mannschaften zur Folgesaison stieg der Sieger der Bezirksliga-Aufstiegsrunde, die BSG Motor Textima Schönau, auf.

## Abschlusstabellen
In den Abschlusstabellen der Übergangsrunde werden die Sieger und die Mannschaften der Bezirksliga angezeigt.
| Pl. | Mannschaft                 | Sp. | Tore  | Punkte |
| --- | -------------------------- | --- | ----- | ------ |
| 1.  | BSG Empor Nord Plauen (BK) | 10  | 27:12 | 16:4   |
| :   |                            |     |       |        |
| 3.  | BSG Wismut Plauen (A)      | 10  | 30:11 | 15:5   |

| Pl. | Mannschaft                | Sp. | Tore  | Punkte |
| --- | ------------------------- | --- | ----- | ------ |
| 1.  | BSG Wismut Cainsdorf (BK) | 10  | 32:12 | 15:5   |
| 2.  | BSG Wismut Auerbach (N)   | 10  | 35:16 | 15:5   |
| :   |                           |     |       |        |
| 4.  | BSG Aufbau Aue-Bernsbach  | 10  | 35:16 | 13:7   |

| Pl. | Mannschaft                       | Sp. | Tore  | Punkte |
| --- | -------------------------------- | --- | ----- | ------ |
| 1.  | BSG Empor Werdau (BK)            | 11  | 25:12 | 17:05  |
| 2.  | BSG Aktivist „Karl Marx“ Zwickau | 11  | 36:14 | 16:06  |
| :   |                                  |     |       |        |
| 5.  | BSG Empor Nord Zwickau (N)       | 11  | 23:15 | 12:10  |

| Pl. | Mannschaft                | Sp. | Tore  | Punkte |
| --- | ------------------------- | --- | ----- | ------ |
| 1.  | BSG Einheit Gersdorf (BK) | 11  | 32:15 | 17:05  |
| :   |                           |     |       |        |
| 4.  | BSG Fortschritt Thalheim  | 11  | 21:15 | 15:07  |
| 7.  | BSG Motor Grüna           | 11  | 23:24 | 10:12  |

| Pl. | Mannschaft                       | Sp. | Tore  | Punkte |
| --- | -------------------------------- | --- | ----- | ------ |
| 1.  | BSG Einheit Mittweida            | 11  | 46:13 | 21:01  |
| :   |                                  |     |       |        |
| 5.  | BSG Motor 8. Mai Karl-Marx-Stadt | 11  | 25:24 | 11:11  |

| Pl. | Mannschaft                   | Sp. | Tore  | Punkte |
| --- | ---------------------------- | --- | ----- | ------ |
| 1.  | BSG Motor Brand-Langenau (M) | 11  | 53:12 | 20:02  |

| Pl. | Mannschaft                         | Sp. | Tore  | Punkte |
| --- | ---------------------------------- | --- | ----- | ------ |
| 1.  | BSG Motor Zschopau                 | 10  | 42:05 | 19:01  |
| 2.  | BSG Fortschritt Gornsdorf          | 10  | 41:08 | 19:01  |
| 3.  | BSG Motor Germania Karl-Marx-Stadt | 10  | 37:22 | 16:04  |

| (M) Bezirksmeister der Vorsaison             |
| (A) Absteiger aus der DDR-Liga 1954/55       |
| (N) Aufsteiger aus der Bezirksklasse 1954/55 |
| (BK) Vertreter aus der Bezirksklasse         |

## Bezirksliga-Aufstiegsrunde
In der Aufstiegsrunde ermittelten die vier unterlegenden Mannschaften der vorjährigen Bezirksliga-Aufstiegsrunde mit der BSG Wismut Aue den Aufsteiger zur Bezirksliga.

### Abschlusstabelle
| Pl. | Mannschaft                | Sp. | S | U | N | Tore    | Quote | Punkte |
| --- | ------------------------- | --- | - | - | - | ------- | ----- | ------ |
| 1.  | BSG Motor Textima Schönau | 8   | 6 | 1 | 1 | 022:700 | 3,14  | 13:30  |
| 2.  | BSG Wismut Annaberg       | 8   | 3 | 2 | 3 | 013:130 | 1,00  | 08:80  |
| 3.  | BSG Wismut Aue            | 8   | 4 | 0 | 4 | 008:110 | 0,73  | 08:80  |
| 4.  | BSG Fortschritt Oelsnitz  | 8   | 2 | 2 | 4 | 011:140 | 0,79  | 06:10  |
| 5.  | BSG Post Karl-Marx-Stadt  | 8   | 2 | 1 | 5 | 006:150 | 0,40  | 05:11  |

### Kreuztabelle
Die Kreuztabelle stellt die Ergebnisse aller Spiele dieser Aufstiegsrunde dar. Die Heimmannschaft ist in der linken Spalte aufgelistet und die Gastmannschaft in der obersten Reihe.
| Bezirksliga-Aufstiegsrunde 11. September 1955 – 13. November 1955 | Bezirksliga-Aufstiegsrunde 11. September 1955 – 13. November 1955 | Schönau | Annaberg | Aue | Oelsnitz | Karl-Marx-Stadt |
| ----------------------------------------------------------------- | ----------------------------------------------------------------- | ------- | -------- | --- | -------- | --------------- |
| 1.                                                                | BSG Motor Textima Schönau                                         |         | 3:1      | 3:0 | 5:1      | 4:2             |
| 2.                                                                | BSG Wismut Annaberg                                               | 1:2     |          | 2:1 | 4:2      | 0:0             |
| 3.                                                                | BSG Wismut Aue                                                    | 1:0     | 2:3      |     | 1:0      | 2:0             |
| 4.                                                                | BSG Fortschritt Oelsnitz                                          | 1:1     | 1:1      | 3:0 |          | 3:1             |
| 5.                                                                | BSG Post Karl-Marx-Stadt                                          | 0:4     | 2:1      | 0:1 | 1:0      |                 |